# Gottfried Lindner AG
Die Gottfried Lindner AG war ein deutsches Fahrzeugbau-Unternehmen in Halle-Ammendorf, das aus einem 1823 gegründeten Handwerksbetrieb hervorging und Aufbauten bzw. Karosserien für Straßenbahnwagen, Omnibusse, Eisenbahnwagen, Lastkraftwagen und Personenkraftwagen herstellte.
Die Produktionsanlagen in Ammendorf wurden 1945 enteignet und bildeten von 1952 bis 1990 den VEB Waggonbau Ammendorf. Der Name Lindner wurde dabei noch bis 1957 als renommierte Marke für einen Teil der Produktion beibehalten. Nach 1990 kam das Werk über die Deutsche Waggonbau AG (DWA) an den Bombardier-Konzern und wurde 2005 geschlossen. 2006 entstand auf dem Werksgelände als Neugründung die Maschinenbau und Service GmbH (MSG Ammendorf), die sich selbst als Nachfolgeunternehmen betrachtet – allerdings nicht im juristischen Sinn.
Die Aktiengesellschaft verlagerte 1945 ihren Sitz nach Nürnberg. Sie besaß aber außer Beteiligungen an anderen Gesellschaften nur noch einige in den 1930er Jahren entstandene Vertriebs- und Reparatur-Niederlassungen auf dem Gebiet der Bundesrepublik. 1965 ging sie in Konkurs, die Liquidation wurde erst 1979 abgeschlossen.

## Geschichte bis 1945

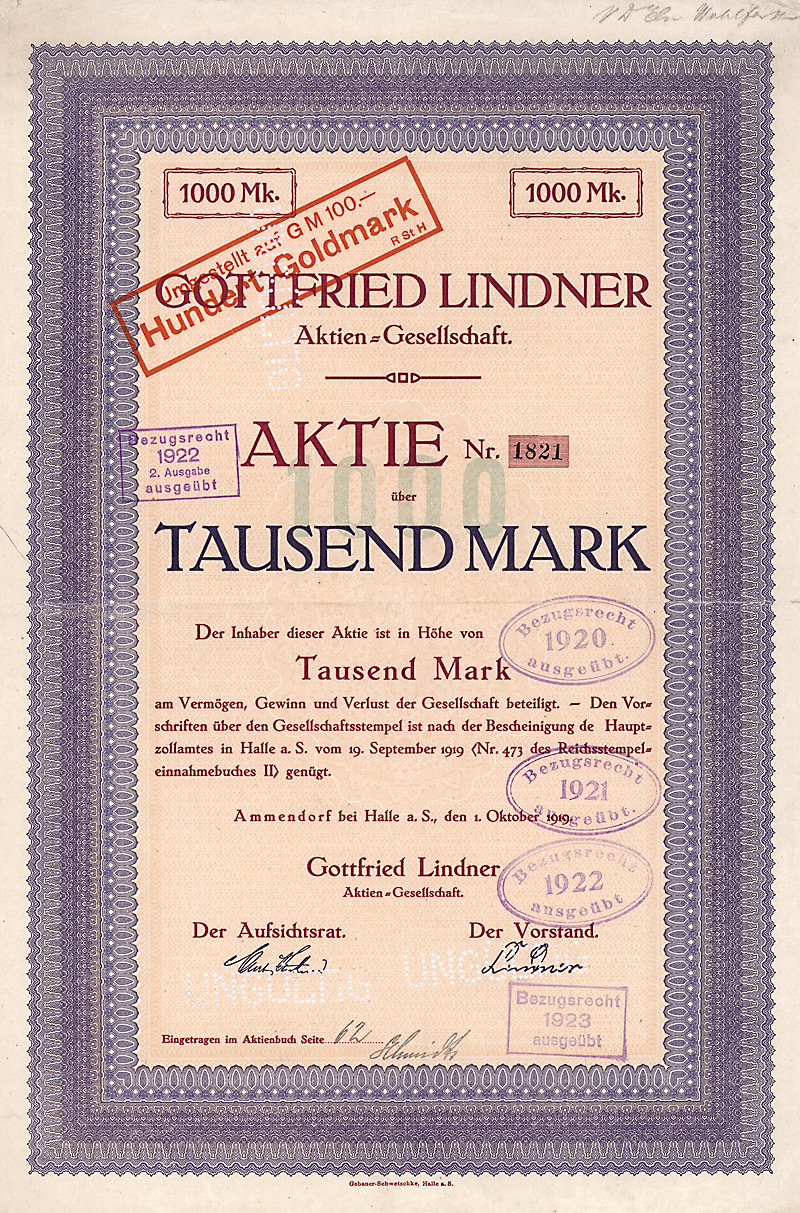
Aktie über 1000 Mark der Gottfried Lindner AG vom 1. Oktober 1919

Urzelle des Unternehmens war eine am 23. August 1823 vom Sattlermeister Gottfried Lindner in Halle gegründete Sattlerwerkstatt, die bereits bis etwa 1830 zur Stellmacherei für die Reparatur und den Bau von Kutschen erweitert wurde.
1883 begann die Firma Lindner mit der Herstellung von Wagen für Pferdestraßenbahnen, bald auch für elektrische Straßenbahnen. Damit setzte sie sich auch von der Firma Ludwig Kathe & Sohn als lokalem Konkurrenten ab. Von besonderer Bedeutung war die Beteiligung an einem Auftrag über 90 Straßenbahnwagen für die elektrische Straßenbahn der Stadt Halle im Jahr 1889, wobei Lindner die Wagenkästen von 45 Wagen auf den von der Waggonfabrik Herbrand gelieferten Fahrgestellen aufbaute.
1900 wurde die Produktion aus den Werkstätten in Halle in eine neue Fabrik in Ammendorf verlegt.
Das bis dahin als offene Handelsgesellschaft betriebene Familienunternehmen wurde 1903 zunächst in eine Gesellschaft mit beschränkter Haftung (GmbH) umgewandelt. Die weitere Expansion führte aber schon 1905 zur Umwandlung in eine Aktiengesellschaft unter der Firma Gottfried Lindner AG, zunächst meist mit dem Zusatz Wagen- und Waggonfabrik, und mit dem Sitz in Ammendorf. Das Aktienkapital von ursprünglich 600.000 Mark wurde bis 1912 auf 1,6 Millionen Mark erhöht.
1908 begann man mit der Herstellung von Karosserien für Personenkraftwagen und Omnibusse. Später kamen Aufbauten für Nutzfahrzeuge hinzu. Die Herstellung von Kutschen endete 1912 nach einer Gesamtproduktion von rund 6000 Stück.
Im Ersten Weltkrieg wurde die Produktion auf den militärischen Bedarf umgestellt.
Generaldirektor war bis 1922 Heinrich Lindner, der als letztes Mitglied der Familie Lindner aus der Unternehmensleitung ausschied. 1922 übernahm Hermann Traus die Leitung und baute das Unternehmen zum damals größten deutschen Karosseriehersteller aus.
1923 war das Unternehmen in vier organisatorisch selbstständige Abteilungen untergliedert:
1. Eisenbahnwagen
2. Straßenbahnwagen und Omnibusse
3. Lastauto-Aufbauten und Lastanhängewagen
4. Automobilkarosserien

Das Fabrikgelände war zu dieser Zeit rund 26,3 ha groß, außerdem besaß das Unternehmen 115 Werkswohnungen.
Nach dem Ende der Inflation wurde das Aktienkapital von zuletzt 50 Millionen Mark („Papiermark“) auf 5 Millionen Reichsmark umgestellt, in der Weltwirtschaftskrise 1932 durch Einziehung von eigenen Stammaktien auf 3,5 Millionen Reichsmark herabgesetzt.
Ab 1933/1934 erfolgte die Gründung mehrerer „Zweigwerke“ für Vertrieb, Wartung und Reparatur von Lastkraftwagen-Anhängern, so in Berlin, Dresden, Gaggenau, Köln, Königsberg, Nürnberg und Hamburg. Durch den auf diese Weise verbesserten Kundendienst konnte der Absatz gesteigert werden.
1934 beteiligte sich die Gottfried Lindner AG mit 20 % an der „Delaport“ Deutsche Lastanhänger-Exportgemeinschaft mit Sitz in Hamburg. 1937 entstand als 100-prozentige Tochter die Vertriebsgesellschaft Perack-Lindner GmbH. Einige der „Zweigwerke“ wurden 1938/1939 in formal selbstständige Gesellschaften umgewandelt (Lindner-Anhänger-Vertrieb Berlin GmbH, Lindner-Anhänger-Vertrieb Dresden GmbH usw.).
In Folge der Dividendenabgabeverordnung vom 12. Juni 1941 wurde das Aktienkapital 1942 auf 8 Millionen Reichsmark „berichtigt“. Im gleichen Jahr entstand eine neue Fahrzeugfabrik im vom Großdeutschen Reich besetzten Osteuropa, die Lindner-Fahrzeugwerke-Ost GmbH in Białystok. Der Bestand der Waggonfabrik der Gottfried Lindner AG wird im Landesarchiv Sachsen-Anhalt aufbewahrt.

### Straßenbahnwagen und Omnibusse
Die Produktion von Straßenbahnwagen begann 1883, seit 1908 wurden in gleicher Fertigungstechnik auch Aufbauten für Omnibusse hergestellt.

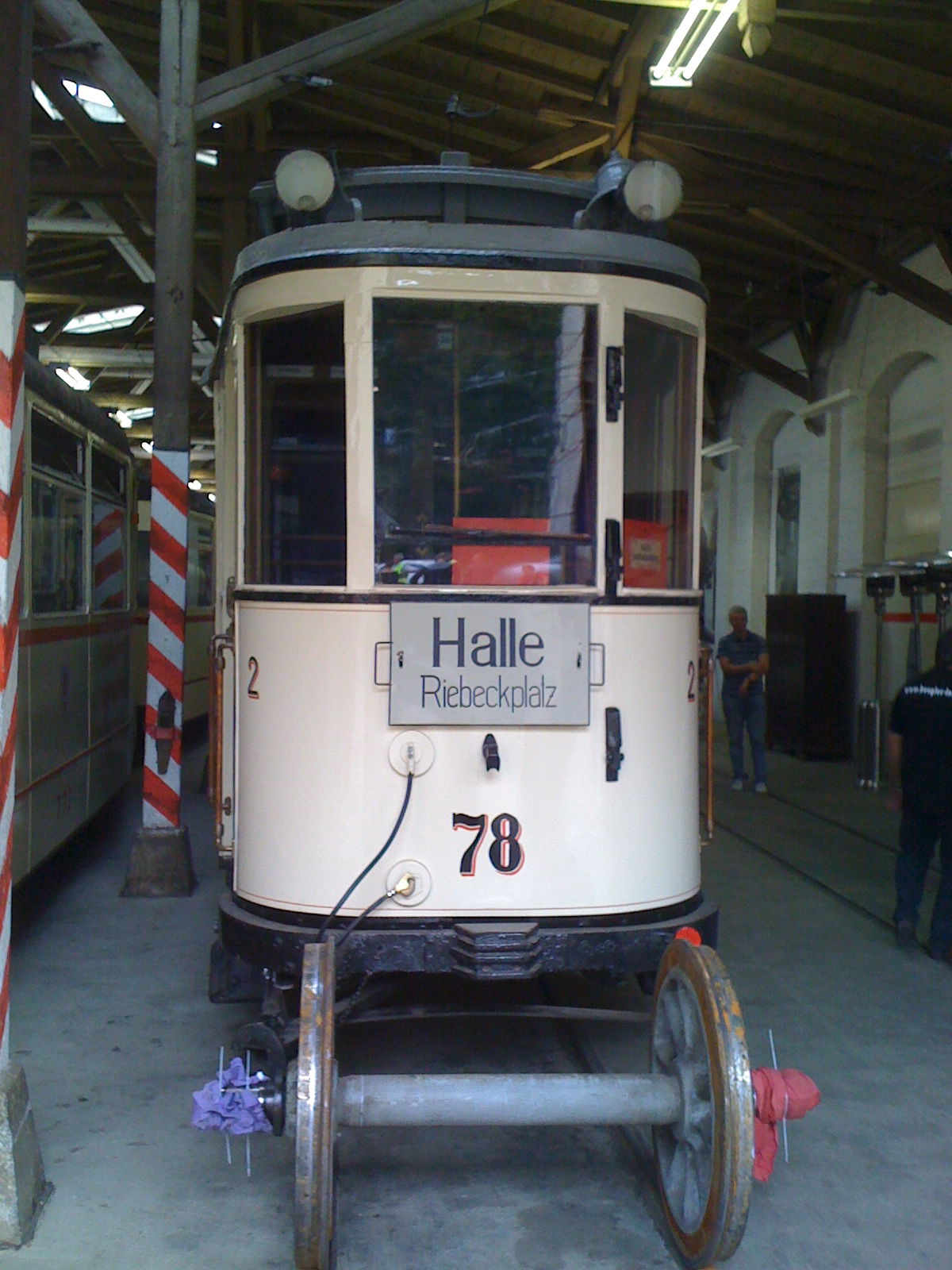
Tw 78 von 1912 im Straßenbahnmuseum Halle
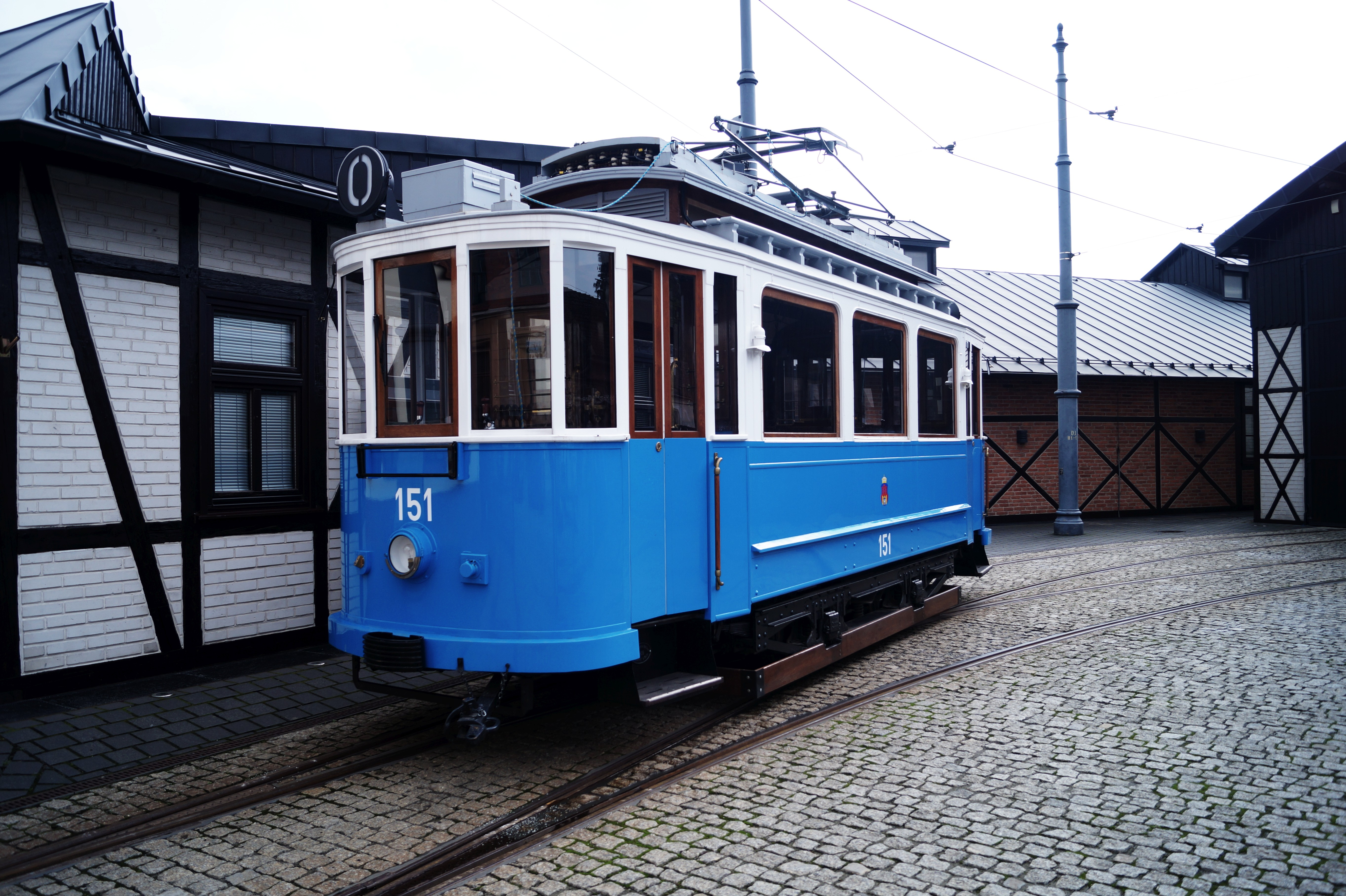
Tw 151 im Museum des Städtischen Ingenieurwesens in Krakau
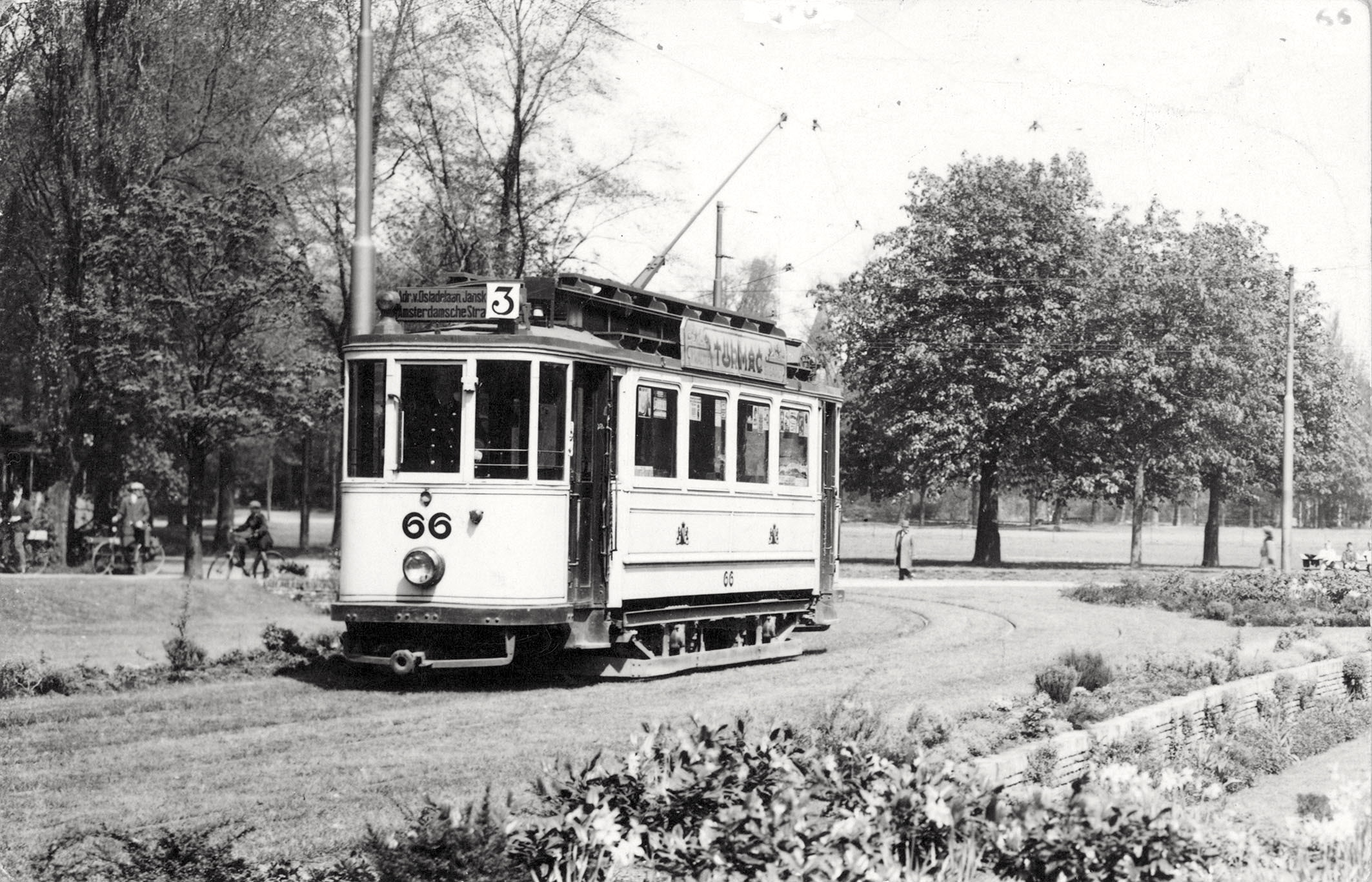
Tw 66 in 1933 in Utrecht, ursprünglich gebaut 1920 für die Straßenbahn Eberswalde
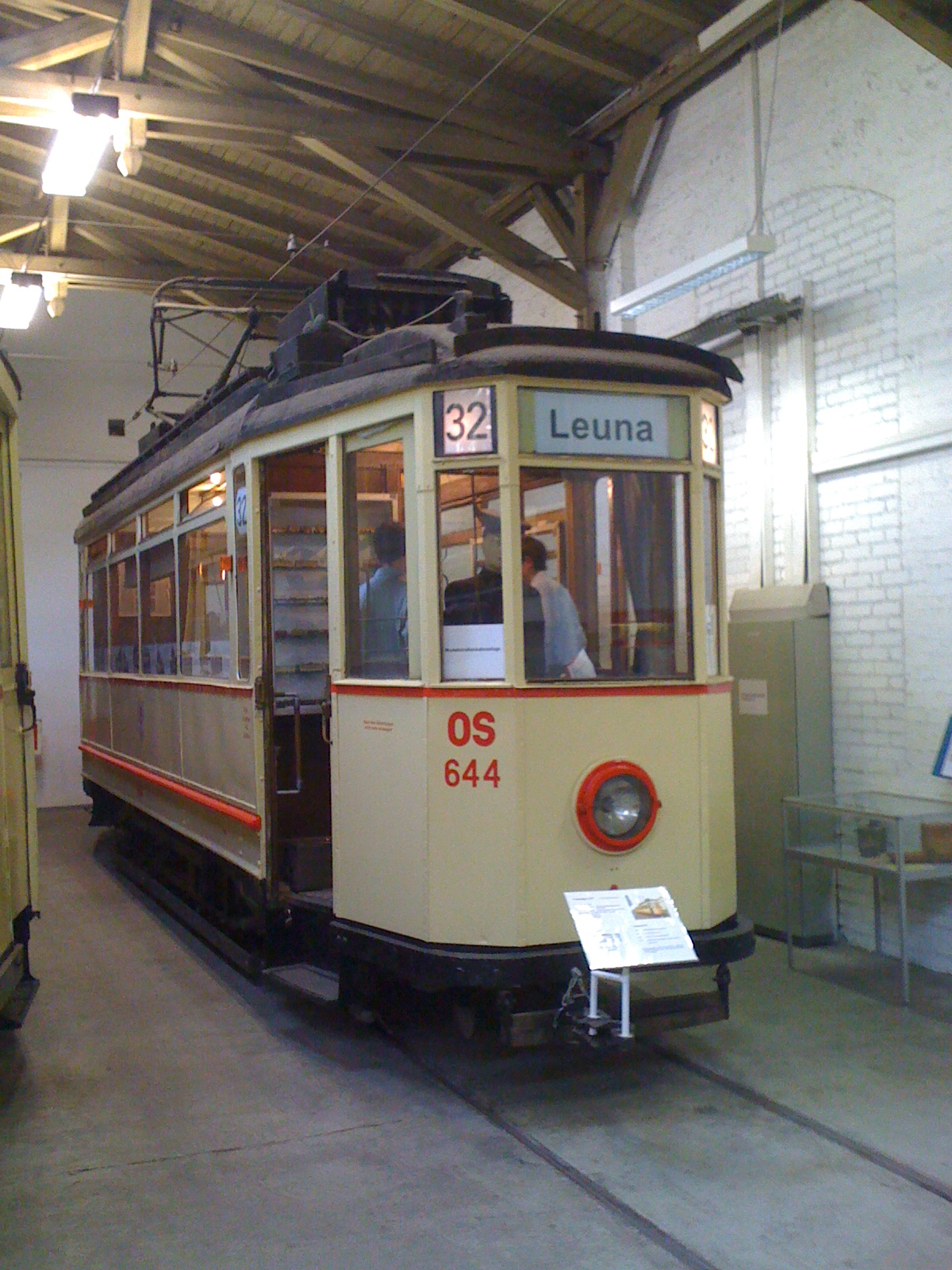
Tw 644 von 1927 im Straßenbahnmuseum Halle
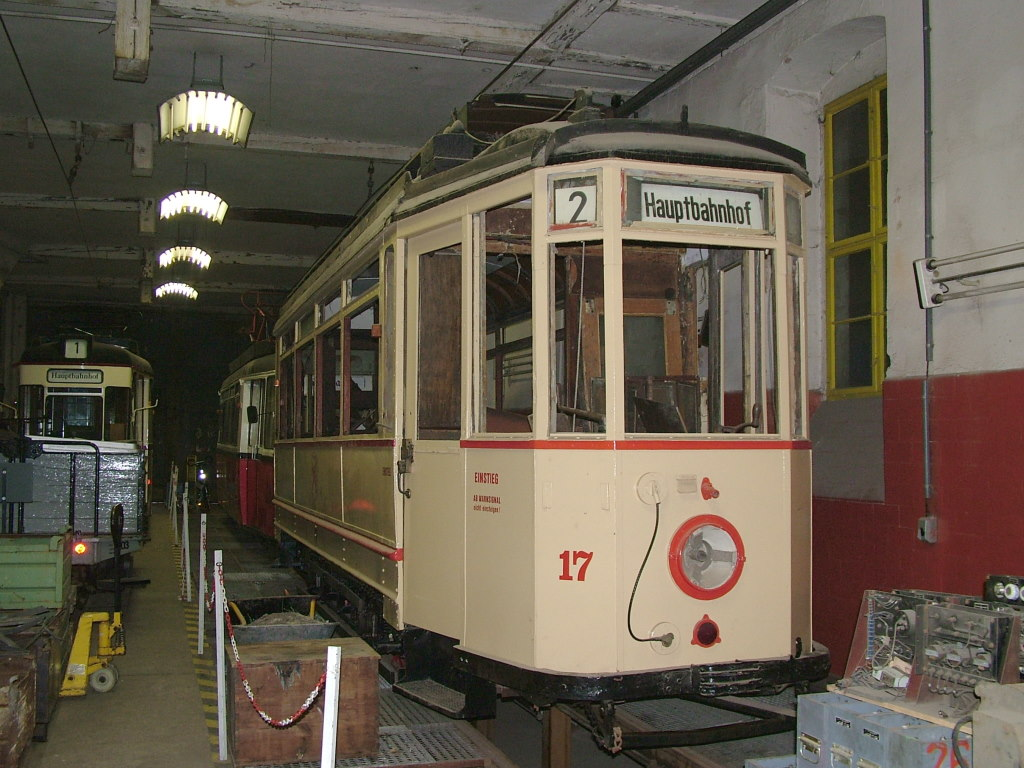
Tw 17 von 1928 der Naumburger Straßenbahn
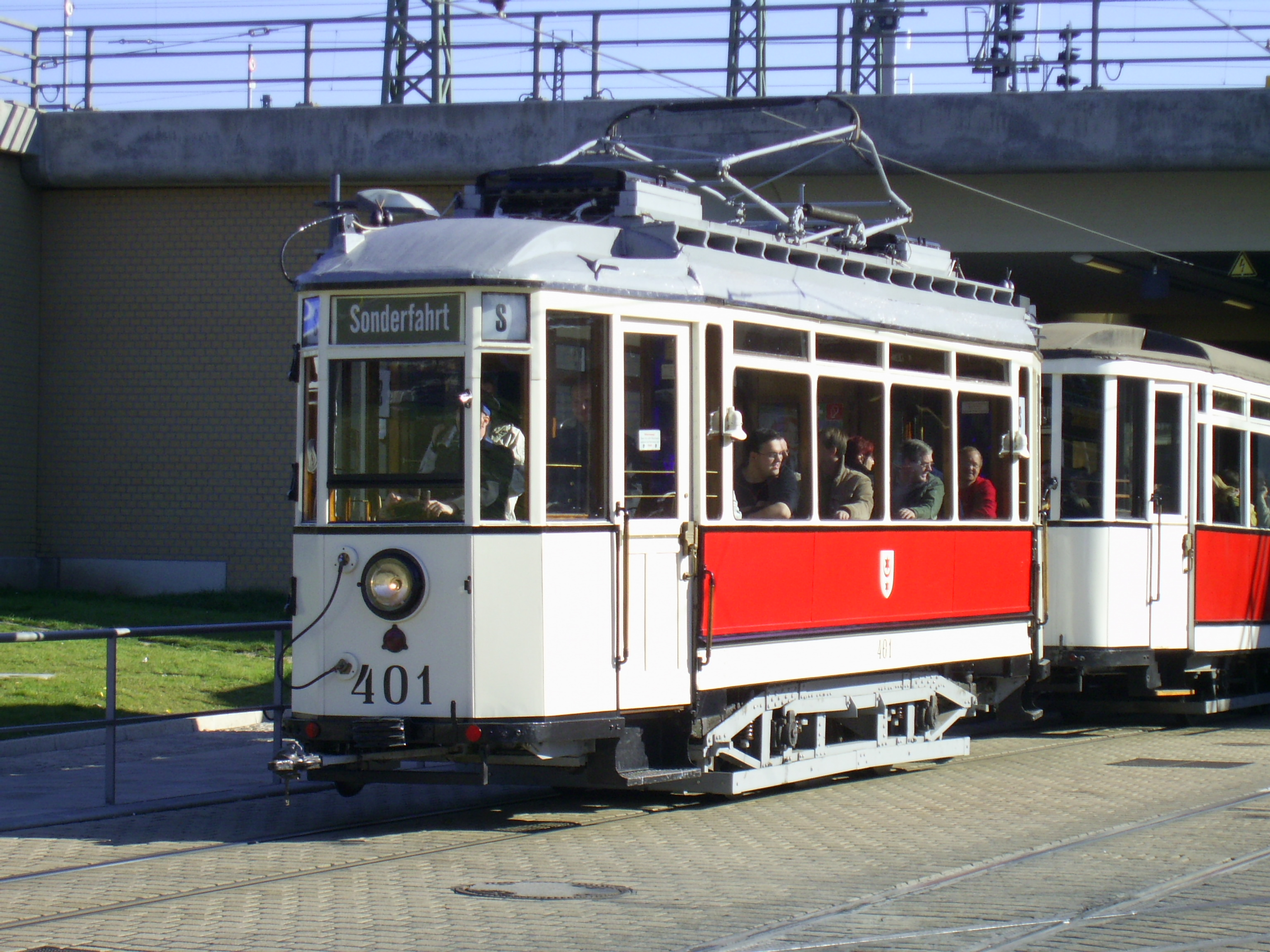
Tw 401 von 1928 im Straßenbahnmuseum Halle
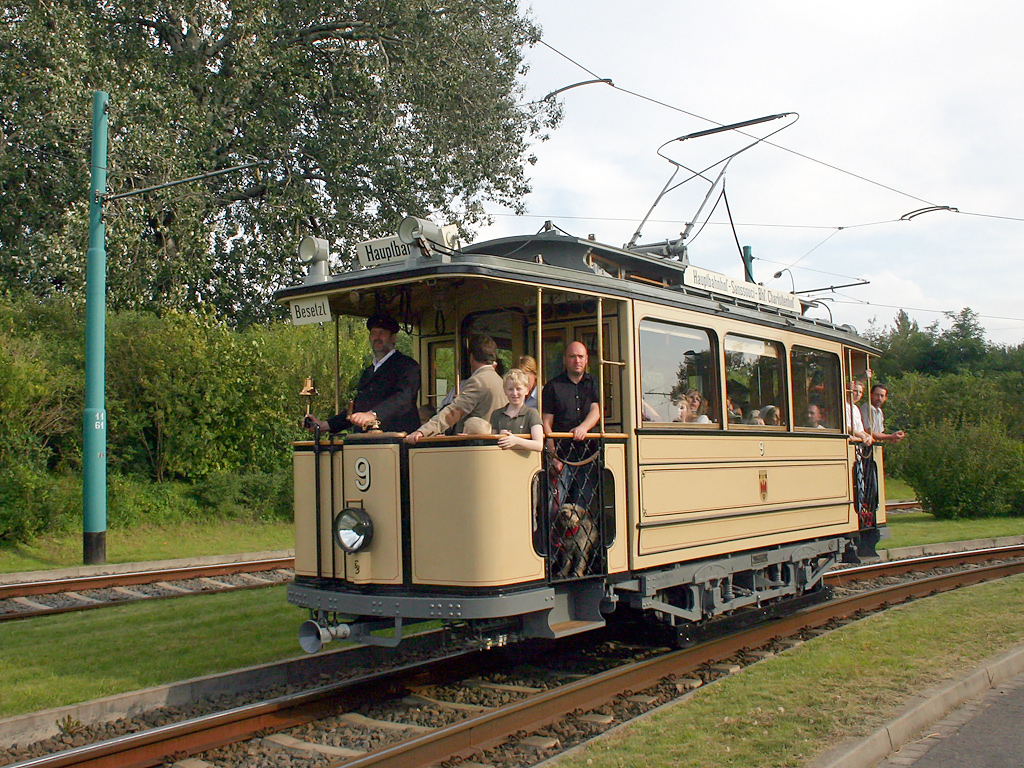
Tw 9 in Potsdam (Replikat, Original von 1907)

### Eisenbahnwagen
1903 lieferte Lindner erstmals Güterwagen an die Preußische Staatsbahn. Mit diesem Produktionszweig beteiligte sich das Unternehmen 1922 an der ein Jahr zuvor gegründeten Vertriebskartell Eisenbahnwagen-Liefergemeinschaft GmbH (EISLIEG). Nachdem die Deutsche Reichsbahn-Gesellschaft (DRG) 1926 die Gründung eines neuen, größeren Kartells – der Deutschen Wagenbau-Vereinigung – bewirkt hatte, dem durch den so genannten Reichsbahnvertrag 90 % der Waggonbau-Aufträge der Deutschen Reichsbahn zugesichert waren, verlor die EISLIEG ihren Zweck. Wie die anderen Gesellschafter trat auch die Gottfried Lindner AG dem neuen Kartell bei.

### Personenkraftwagen
Karosserien für Personenkraftwagen wurden seit 1908 hergestellt. Wie im Kutschenbau handelte es sich zunächst überwiegend um individuelle Anfertigungen. Nach dem Ersten Weltkrieg vollzog man bei der Rückkehr zur zivilen Produktpalette gleichzeitig einen wichtigen Rationalisierungsschritt, indem nur noch drei Karosserie-Grundformen angeboten und in Großserien (nach damaligen Maßstäben mindestens 50 Exemplare) hergestellt wurden. Pro Tag wurden schließlich bis zu 88 Karosserien gefertigt, vor allem offene Tourenwagen und Limousinen, hauptsächlich für Adler, AGA, Horch und Protos. Alle Karosserien entstanden in Holz-Stahl-Gemischtbauweise.
1926 führte das Unternehmen Ambi-Budd Ganzstahlkarosserien in Großserienproduktion ein, was für die Gottfried Lindner AG zu einem kräftigen Auftragsrückgang führte. Im Juni 1928 übernahm die Ambi-Budd-Presswerk GmbH die Lindner-Karosserieabteilung und legte sie zugunsten der eigenen Produktionskapazität still.

### Lastkraftwagen
Die Herstellung von Aufbauten für Lastkraftwagen begann nach 1908. 1925 wurde die Lindner Nutzwagen-Karosserieen-AG mit Sitz in Berlin gegründet, als deren Unternehmenszweck Vertrieb der Nutzwagen-Karosserien der Gottfried Lindner AG in Ammendorf bei Halle a. S. und Vertrieb von Automobilzubehör angegeben wurden. Dem eng begrenzten Zweck entsprechend betrug das Aktienkapital lediglich 50.000 Reichsmark. Im Aufsichtsrat vertrat Generaldirektor Hermann Traus die Interessen der Gottfried Lindner AG.
Größere Bedeutung erlangte der Bau von Lastkraftwagen-Anhängern in den 1930er Jahren, als der Güterfernverkehr auf der Straße zunahm.

### Landwirtschaftsmaschinen
Mitten in der Weltwirtschaftskrise übernahm die Gottfried Lindner AG im Herbst 1931 von der Firma F. Zimmermann & Co. die Produktion landwirtschaftlicher Maschinen der Marke Hallensis, die bis in den Zweiten Weltkrieg fortgeführt wurde.

## Geschichte nach 1945
Nach dem Zweiten Weltkrieg wurde die 1945 enteignete Fabrik in Ammendorf 1946 zunächst in die Sowjetische Aktiengesellschaft Transmasch eingegliedert. 1952 wurde das Werk zum VEB Waggonbau Ammendorf, der organisatorisch zur VVB LOWA gehörte. Neben der Nutzfahrzeugproduktion, die bis 1957 noch unter dem Namen Lindner erfolgte, produzierte man unter der Leitung des Generaldirektors Georg Laschütza von 1948 bis 1990 insbesondere Weitstreckenwagen für die Sowjetischen Eisenbahnen (SZD) und andere Wagen für andere Eisenbahngesellschaften. Der Originalbestand des Archivs des VEB Waggonbau Ammendorf wird im Landesarchiv Sachsen-Anhalt aufbewahrt.
1990 wurde der VEB Waggonbau Ammendorf mit weiteren Waggonfabriken der DDR in der Deutsche Waggonbau AG (DWA) zusammengefasst, die Mitte der 1990er Jahre an eine private Investorengruppe verkauft wurde. Mit dem Weiterverkauf der DWA an die Bombardier-Gruppe 1998 ging auch das Werk Ammendorf in diesem Konzern auf. Ende 2005 wurde das Werk geschlossen.
2006 wurde das Firmenareal von dem Unternehmer Roland Schimek erworben. Im Juli 2006 entstand die Maschinenbau und Service GmbH (MSG Ammendorf), die sich als Nachfolgeunternehmen des VEB Waggonbau Ammendorf betrachtet und sich mit dem Bau und der Reparatur von Schienenfahrzeugen für in- und ausländische Auftraggeber befasst. Die MSG ist mit rund 175 Beschäftigten der zweitgrößte Industriebetrieb der Stadt Halle.

### Christa Wolf und der Zirkel schreibender Arbeiter
Zwischen 1959 und 1962 leitete Christa Wolf zusammen mit ihrem Mann Gerhard den Zirkel Schreibender Arbeiter im Werk der Waggonbau Ammendorf. Ihre Erlebnisse aus dieser Zeit verarbeitete Christa Wolf in der Erzählung Der geteilte Himmel.